# Elena Luksch-Makowsky
Pour les articles homonymes, voir Luksch et Makowsky.
Elena Luksch-Makowsky, née Elena Makowsky le 4 novembre 1878 à Saint-Pétersbourg (Empire russe) et morte le 15 août 1967 à Hambourg (Allemagne), est une artiste peintre et sculptrice russe.

## Biographie
Elena Makowsky naît en 1878 à Saint-Pétersbourg, dans l'Empire russe, et est la fille de Konstantin Makovsky et la nièce de Vladimir Makovsky, tous deux peintres de cour pour les tsars de Russie affiliés au groupe d'artistes russes connu sous le nom de Peredvizhniki (« Ambulants »). En 1889, Elena et ses frères et sœurs entreprennent une tournée en Europe avec leur mère, Julia Makowsky, et visitent entre autres Venise, Florence et Nice. Elena Makowsky attribuera à ce voyage ses compétences linguistiques et sa maîtrise de l'anglais, du français et de l'allemand. Bien que l'enfance de Makowsky comprenne une formation pour son futur statut d'épouse, de mère et de femme au foyer, son père reconnait et encourage ses talents artistiques.

Entre 1894 et 1896, Makowsky étudie avec Ilia Répine à l'Académie de Saint-Pétersbourg, où elle obtient une bourse pour étudier avec Anton Ažbe à Munich. Elle occupe un studio à Dutenhofen, au nord-est de Dachau, où elle rencontre en 1900 son futur mari, le sculpteur viennois Richard Luksch. Elle accepte la demande en mariage de Luksch avec la promesse qu'elle puisse retourner en Russie à tout moment et aussi qu'elle puisse continuer à travailler en tant qu'artiste indépendante. Leur fils, Peter Luksch, naît en 1901.
Le couple déménage à Vienne peu de temps après leur mariage et elle expose régulièrement avec les sécessionnistes viennois jusqu'à ce qu'elle se sépare du groupe en 1905. Elle est la seule femme artiste avec un monogramme au sein du groupe, mais n'obtient pas le droit de vote,. En 1902, Elena Lucsch-Makowsky figure en bonne place dans la 14e exposition de la Sécession viennoise, également connue comme exposition Beethoven. En 1903, elle contribue avec des gravures sur bois en couleurs à un numéro spécial de Ver sacrum. Pendant son séjour à Vienne, elle travaille également pour la Wiener Werkstätte et conçoit trois reliefs pour la façade principale du Burgtheater, ainsi que deux de ses œuvres parmi les plus importantes, Adolescentia et Ver Sacrum,.
En 1907, les Luksch s'installent à Hambourg après la nomination de Richard Luksch comme professeur à l'École des Arts et Métiers. Elena Luksch-Makowsky commence à travailler sur sa sculpture Frauenschicksal (Le destin de la femme), dont les historiens de l'art suggèrent qu'elle préfigure son combat en tant que mère célibataire. En effet, lorsque le couple divorce en 1921, elle doit s'occuper seule de ses trois fils.
Sa capacité à subvenir aux besoins de sa famille reste un problème tout au long de sa vie, bien qu'elle ait accepté des commandes de la Reichskammer der Bildenden Kunste (Chambre des beaux-arts du Reich). Après la Seconde Guerre mondiale, son travail artistique se concentre principalement sur l'iconographie religieuse et la décoration pour la congrégation orthodoxe russe à Hambourg.
En 2019, son travail est inclus dans l'exposition Stadt der Frauen: Künstlerinnen in Wien von 1900 bis 1938 (City Of Women: Female artists in Vienna from 1900 to 1938) à l'Österreichische Galerie Belvedere.